# Henry Alexander Ogden
Henry (Harry) Alexander Ogden, également connu sous le nom abrégé de H.A. Ogden, (1856–1936) est un illustrateur américain, auteur de nombreuses œuvres sur des sujets historiques et militaires. 

## Biographie
H.A. Ogden est né à Philadelphie le 17 juillet 1856 mais est élevé dans le quartier de Brooklyn, à New York, et c'est au Brooklyn Institute et à la Brooklyn Academy of Design qu'il reçoit sa première formation artistique. À 17 ans, il commence à travailler pour le Frank Leslie's Illustrated Newspaper (le journal illustré de Frank Leslie), ce qui lui permet de voyager abondamment aux États-Unis et en Europe. Son déplacement dans l'Ouest américain en 1877 donne lieu à plus de 200 illustrations.

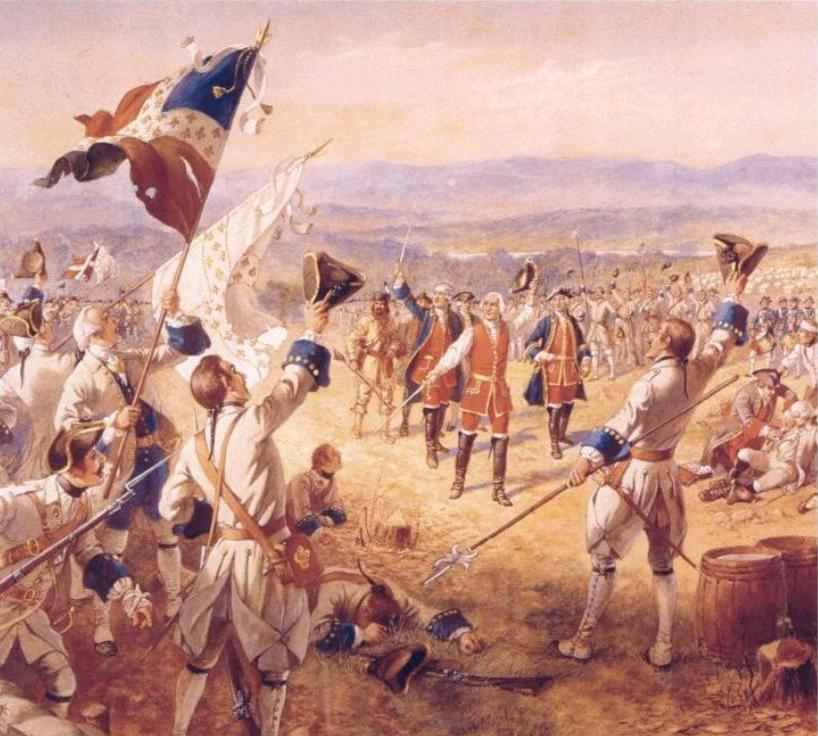
'"La victoire des troupes de Montcalm à Carillon," par Henry Alexander Ogden.

En 1881, il démissionne du journal et devient artiste indépendant, soumettant de nombreuses illustrations à divers journaux et magazines, dont beaucoup de scènes historiques. Son intérêt pour les débuts de l'Amérique coloniale et la Révolution américaine le conduit à former son projet le plus ambitieux, enregistrer en image tous les uniformes de l'armée américaine. Entre 1890 et 1907, différentes parties des "Uniformes de l'armée des États-Unis" sont publiées. Le quartier-maître général de l'armée (directeur de la logistique de l'US Army) est tellement impressionné par le travail d'Ogden qu'il le charge de réaliser des dessins représentant les uniformes de l'armée depuis sa création au XVIIIe siècle. La première douzaine d'aquarelles est achevée au milieu des années 1880 ; elles sont utilisées dans le Règlement pour l'uniforme de l'armée des États-Unis publié en mai 1888. L'artiste commence ensuite une série de soixante-dix tableaux représentant des uniformes portés entre 1774 et 1888. Une partie de ce travail a été entreprise à Fort Jay sur l'île du Gouverneur au large de New York, et pour faciliter son travail, des exemples d'uniformes lui sont envoyés de Washington. Dans chaque dessin, Ogden représente cinq soldats de grade différent. Pour chaque illustration, il est payé 100 dollars. En 1890, les quarante-sept premières planches sont publiées, et les planches suivantes le seront pendant la période de 1898 à 1907.
Outre les uniformes de l'armée, Ogden illustre de très nombreux livres dont The Pageant of America. Il est membre de la New York Historical Society et de l'Illustrators Society, et est considéré comme l'une des principales autorités en matière de costumes coloniaux. Il a donné des conseils à différents concours historiques, dont la célébration Hudson-Fulton de 1909.
Il décède le 14 juin 1936 à Englewood, dans le New Jersey, à l'âge de 79 ans.

## Œuvres publiées
- The Boy's Book of Famous Regiments, McBride, Nast & Company, novembre 1914, avec la collaboration de H.A. Hitchcock, quatre illustrations couleur pleine page et 26 illustrations.